# Dimas Anugraha
Dimas Septo Anugraha (ur. 6 września 1997) – indonezyjski zapaśnik walczący w stylu wolnym. Zajął dwunaste miejsce na igrzyskach azjatyckich w 2018. Srebrny medalista mistrzostw Azji Południowo-Wschodniej w 2022 roku. Absolwent Universitas Negeri Surabaya.